# Graniastosłup

Dwa graniastosłupy: sześciokątny (A) i pięciokątny (B).

Równoległościan jest przykładem graniastosłupa czworokątnego, którego każda ściana może być jego podstawą

Graniastosłup – wielościan spełniający dwa warunki:
- jego wszystkie wierzchołki są położone na dwóch równoległych płaszczyznach;
- wszystkie krawędzie spoza tych płaszczyzn są do siebie równoległe.

Równoważnie – wielościan, w którym:
- dwie ściany są przystające i leżą na dwóch równoległych płaszczyznach;
- pozostałe ściany są równoległobokami[3].

Dwie równoległe ściany są znane jako podstawy, a pozostałe jako ściany boczne. Wśród podstaw czasem umownie wyróżnia się górną i dolną.
Jeśli podstawa ma {\displaystyle n} boków, to graniastosłup nazwa się {\displaystyle n}-kątnym i ma on:
- {\displaystyle 2n} wierzchołków,
- {\displaystyle 3n} krawędzi,
- {\displaystyle n+2} ścian.

## Pojęcia związane
- Krawędź boczna – każda krawędź, która nie jest krawędzią podstawy.
- Wysokość graniastosłupa – odległość między płaszczyznami podstaw. Niekiedy krótko, ale niezbyt ściśle określa się ją jako odległość między podstawami[b].
- Przekątna graniastosłupa – odcinek łączący pewien wierzchołek górnej podstawy z wierzchołkiem dolnej podstawy i nie leżący w żadnej ścianie bocznej ani niebędący krawędzią boczną.

Graniastosłupy trójkątne nie mają żadnych przekątnych.

## Podział i uogólnienia
- Graniastosłup prosty ma krawędzie boczne prostopadłe do podstawy. Pozostałe graniastosłupy nazywa się pochyłymi[2].
  - Graniastosłup prawidłowy jest prosty, a jego podstawy są foremne.
  - Graniastosłup archimedesowy – czasem nazywany pryzmą[potrzebny przypis] – jest prawidłowy, a krawędzie jego podstaw są równie długie co wysokość. Graniastosłupy archimedesowe tworzą obok antygraniastosłupów jedną z dwóch nieskończonych serii wielościanów półforemnych.
- Z graniastosłupa przeciętego odpowiednią płaszczyzną można utworzyć graniastosłup ścięty[4].

## Wzory
Przyjęte oznaczenia
{\displaystyle S_{p}} – pole powierzchni podstawy
{\displaystyle h} – wysokość graniastosłupa.
{\displaystyle S_{b}} – pole powierzchni ścian bocznych.
- Objętość graniastosłupa

{\displaystyle V=S_{p}h,}
- Pole powierzchni graniastosłupa[5]

{\displaystyle S=2S_{p}+S_{b},}